# BRP Conrado Yap (PS-39)
Le BRP Conrado Yap (PS-39)  est une corvette de classe Pohang actuellement en service dans la marine philippine. Elle est la première corvette moderne de cette marine, et l’une de ses unités les plus lourdement armées. Il a été initialement nommé ROKS Chungju (PCC-762) pendant son service dans la Marine de la république de Corée,.

## Conception
La classe Pohang est une série de corvettes construites par différentes entreprises de construction navale sud-coréennes. La classe se compose de 24 navires et certains, après leur déclassement, ont été vendus ou donnés à d'autres pays. Il existe cinq types différents dans la classe, du lot II au lot VI.
Le navire a une longueur de 88,3 mètres, une largeur de 10 mètres et un tirant d'eau de 2,9 mètres. Le navire a un déplacement de 1220 tonnes à pleine charge. Il a un équipage de 118 personnes et peut naviguer sans escale pendant 20 jours. Le navire a une vitesse maximale de 30 nœuds et une autonomie de 4 000 milles marins. Il est alimenté par un Combined diesel or gas et des turbines à gaz General Electric LM2500.
Le navire a été conçu pour la défense côtière et les opérations de lutte anti-sous-marine (ASW). Il est utilisé par la marine philippine pour l’entraînement à la lutte anti-sous-marine, en préparation de la transition vers les nouvelles frégates construites en Corée du Sud pour la marine philippine. Le ministère de la Défense nationale a demandé le transfert d’un plus grand nombre d’unités.

### Armement
L’armement du navire se compose de :
- deux canons compacts Oto Melara 76 mm/62
- deux canons jumelés Otobreda 40 mm L/70
- deux tubes lance-torpilles triples Mk. 32
- deux racks de charges de profondeur Mk 9
- six mitrailleuses Browning M2HB de calibre .50.

Le navire est également équipé d’un support pour un système de défense aérienne portable pouvant accueillir :
- soit un MBDA Mistral SIMBAD-RC
- ou un système de missile VSHORAD LIG Nex1 Chiron.

## Historique
Le navire a été mis en service dans la marine sud-coréenne en 1987 sous le nom de ROKS Chungju (PCC-762). Il a été désarmé en décembre 2016, après des décennies de service.
Le 5 août 2019, il a été officiellement transféré à la marine philippine et a été remis en service le même jour à la base navale de Jinhae. Il a été nommé BRP Conrado Yap (PS-39), en l’honneur du capitaine de l’armée philippine Conrado Yap qui a combattu pendant la guerre de Corée.
Le navire est optimisé pour les missions de lutte anti-sous-marine. Il sera utilisé pour construire les capacités de lutte anti-sous-marine (ASW) de la marine philippine, avec les hélicoptères ASW nouvellement acquis. Avant cela, les Philippines n’avaient aucune capacité ASW dans une région où le nombre de sous-marins opérés par les pays voisins était appelé à augmenter.
Le 17 février 2020, lors de sa mission de patrouille, le BRP Conrado Yap a rencontré la corvette Liupanshui de type 056A de la marine de l'Armée populaire de libération. Les membres d’équipage du Conrado Yap ont observé visuellement le directeur de tir du Liupanshui les pointer du doigt.
Le 26 novembre 2022, le Conrado Yap a mené un exercice avec le JDS Harusame dans les environs de Subic.